# 絶メシリスト
絶メシリスト（ぜつめしりすと）とは、群馬県高崎市が公開を始めた、ローカルグルメ情報サイト。
現在では、石川県、広島県、福岡県柳川市にも同様の活動が広がっている。
「絶メシ」とは、店主の高年齢化や後継ぎ問題などで、時代とともに次々となくなっている “絶やすには惜しすぎる絶品グルメ” のことである。

## 概要
群馬県高崎市・博報堂・博報堂ケトルが共同で企画し、世界各国で観光推進活動が行われる2017年9月27日の「世界観光の日」にサイトを開設。
市民からの調査をもとに、地元に愛されてきた老舗の自慢の味や個性溢れる店主の魅力を、「絶メシ」グルメとして発信。また、絶メシ店の味を未来へと残すため、後継者の募集や秘伝のレシピを公開するコンテンツも展開している。
地元に愛されていた老舗食堂「絶メシ店」を紹介するだけでなく、お店の後継者やインターンの募集も行っている。

## 判断基準
※出典
- 家族、もしくは少人数で営業している個人経営である（非チェーン店）
- 昭和の空気を感じさせる歴史がある
- 後継者問題を抱えている、もしくは後継者問題を抱えていそうである
- この店でしか味わえない絶品料理、雰囲気がある
- 地元民に愛されている
- インターネット検索に出てこない、もしくはあまり情報がない

## 店舗一覧
（2024年1月時点）

### 群馬県高崎市
- 茶々
- 一二三食堂
- アベニュー
- 可楽
- 松島軒
- 太洋軒
- からゐ屋
- 陽気軒
- 大豪
- 魚籠屋
- 山木屋
- 満寿屋
- オリタ
- コンパル
- デルムンド
- きらく（閉店）
- ピクルス双葉町店
- いし田珈琲
- からさき食堂
- 菊乃屋
- すみれ食堂
- あづまや
- 香珍
- かもしか（閉店）
- 來來
- うかい亭 一花
- トムソン
- 清仁軒
- 冨士久食堂
- きのえね
- とすかあな
- 印度屋
- プランタン
- 寺西精肉店
- 蔵人（閉店）
- 味の栄珍（閉店）
- とちの木
- 宮西青果店
- 樋口豆富店
- 平井精肉店
- 小田原屋
- 三山製菓
- つくしんぼ
- 海皇
- むさしや豆腐店
- きゃらばん
- 酢屋製菓舗
- グリルねんりん
- 栄鵬
- 南南
- 喫茶ル・コワン
- SR-50
- 小林精肉店
- 惣菜の店　扇港
- 洋食　香味亭
- 大将
- このえパン（BAKE SHOP konoe）
- とんかつ　藤よし
- 郷華
- 日英堂
- 大恵鮨

## 主な実績
- 書籍
  - 「高崎絶メシリスト」
  - 「高崎絶メシリスト特盛版」
- テレビドラマ
  - 「絶メシロード」（2020年1月-）
  - 「絶メシロード元日スペシャル」（2021年1月1日）
  - 「絶メシロードseason2」（2022年8月-）
- テレビCM　高崎市発「絶メシを食べつくせ」篇

## 主な受賞歴

### 国内
- 「ACC TOKYO CREATIVITY AWARDS」マーケティング・エフェクティブネス部門の『総務大臣賞・ＡＣＣグランプリ』賞（2018年）
- 「第6回Webグランプリ」企業グランプリ部門プロモーションサイト賞において『グランプリ』（2018年）
- 「JPMプランニング・ソリューション・アワード2019」ブランディング・プロモーション企画部門において『金賞』（2019年）

### 海外
- 「カンヌライオンズ 国際クリエイティビティ・フェスティバル」メディア部門において『ブロンズ（銅賞）』（2019）
- 「ニューヨークフェスティバル2019（New York Festivals Advertising Award 2019）」において『サードプライズ（銅賞）』
- 「アドフェスト2019（アジア太平洋広告祭）」において『ゴールド（金賞）』
- 「スパイクスアジア2019」PR部門において『ゴールドスパイク（金賞）』
  - その他の受賞については『博報堂ケトル 絶メシリスト Award』を参照。